# Four Horsemen
Pour les articles homonymes, voir The Four Horsemen.
Palmarès
Voir la liste
Les Four Horsemen est un clan de catcheurs (lutteurs professionnel) travaillant d'abord à Jim Crockett Promotions (en) puis à la World Championship Wrestling.
Le clan original se compose de Ric Flair comme leader, Arn et Ole Anderson ainsi que Tully Blanchard et a J.J. Dillon comme manager. Se voulant aussi destructeur que les Quatre Cavaliers de l'Apocalypse, ils attaquent leurs rivaux en dehors du ring. En 1987, Ole Anderson quitte le clan pour prendre sa retraite et Lex Luger puis Barry Windham prennent sa place.

## Histoire

### Formation
Avant la formation du clan, la Mid-Atlantic Championship Wrestling (en) présente Ric Flair ainsi qu'Ole et Arn Anderson comme des cousins.
D'après J.J. Dillon, les Four Horsemen se forment quelque peu par accident après que Tully Blanchard gifle sa valet Baby Doll (en) pour ensuite être accompagné par Dillon. Blanchard étant champion poids-lourds des États-Unis de la National Wrestling Alliance (NWA), Ric Flair le champion du monde poids-lourds et Arn et Ole Anderson les champions national par équipe de la NWA ils font une interview tous les cinq pour promouvoir les prochains spectacles au cours d'un enregistrement télévisé en janvier 1986,. Le micro passe de main en main jusqu'à Arn Anderson compare le quatuor qu'ils forment avec les Quatre Cavaliers de l'Apocalypse tout en faisant un quatre avec sa main. Il déclare :

« Regardez bien votre écran parce que l'on a jamais autant semé la terreur. Il faut remonter aux Quatre cavaliers de l’Apocalypse. »

Cette interview marque le public et Jim Crockett Jr. décide alors de créer le clan.

### Première incarnation (1986)
L'année 1986 commence mal pour le clan puisqu'Ole Anderson se blesse à la jambe au cours d'un match face à Dusty Rhodes, un des principaux rivaux de Ric Flair, le 1er janvier. Cela pour conséquence la fin du règne de champion par équipe nationale de la NWA d'Arn et Ole qu'ils doivent rendre un mois plus tard pour ne pas l'avoir défendu. Tully Blanchard et Arn Anderson font équipe durant la Jim Crockett Sr. Memorial Cup le 19 avril où ils se font éliminer au second tour par Bobby Fulton et Tommy Rogers. Une semaine plus tard, Anderson, Blanchard et Ric Flair attaquent Ricky Morton dans le vestiaire lui cassant le nez car il est un allié de Rhodes,. Cette altercation donne lieu à deux combats durant The Great American Bash : le premier le 4 juillet où The Rock 'n' Roll Express (en) (Morton et Robert Gibson) affrontent Arn et Ole Anderson dans un match pour désigner les challengers pour le championnat du monde par équipes de la National Wrestling Alliance (NWA) version Mid-Atlantic,. Cela se conclut sans vainqueur après avoir atteint la limite de temps. Le lendemain, Morton défie Ric Flair pour le championnat du monde poids-lourds de la NWA où Flair l'emporte en effectuant le tombé en s'appuyant sur les cordes ce qui est interdit. Cette série de spectacles se termine plutôt mal pour les Horsemen puisque Flair perd son titre de champion du monde poids-lourds dans un match en cage face à Dusty Rhodes le 26 juillet et les Andersons ne réussissent pas à devenir challengers pour le championnat du monde par équipe,,. De plus le Rock 'n' Roll Express obtient finalement le match pour le championnat du monde par équipe de la NWA et arrivent à obtenir ce titre.

### Luger et Windham
En février 1987, le nouvel arrivant à la WCW, Lex Luger, devient membre associé du clan, ce qui provoque le départ de Ole. Ils combattent Rhodes, Nikita Koloff, les Road Warriors et Paul Ellering dans une série de matchs War Games.
Luger était dégagé du clan pour avoir blâmé le manager des Horsemen J.J. Dillon pour l'avoir coûté le titre U.S., quand il tentait de l'aider en trichant, et pour avoir coûté à Dillon une victoire dans un Bunkhouse Stampede. En janvier 1988, il faisait équipe avec Barry Windham pour rivaliser avec les Horsemen. La paire battait même Anderson et Blanchard pour le NWA World Tag Team Championship à l'inaugural Clash of the Champions. En avril 1988, Windham se retournait contre Luger et prenait sa place dans les Horsemen pendant une défense pour le titre contre Anderson et Blanchard. Ce clan des Horsemen a été appelé comme le plus grand et de loin niveau technique. C'était aussi cette année où les Horsemen détenaient tous les titres majeurs de la NWA, avec Flair en tant que Champion du Monde, Windham en tant que Champion des États-Unis, et Arn et Tully les Champions par équipe. Cette performance n'était plus réalisée jusqu'en 2000 et la reformation de la nWo, qui comptait 7 membres au lieu de 4 : le Champion du Monde Bret Hart, le Champion des États-Unis Jeff Jarrett, et les Champions par équipe les Outsiders Kevin Nash et Scott Hall. Seul l'Evolution de Triple H arrivait avec 4 membres à atteindre ce succès à Armageddon 2003.
En septembre 1988, Arn Anderson et Blanchard s'en allaient pour rejoindre la World Wrestling Federation (WWF) abandonnant les ceintures par équipe à la dernière minute en faveur de la Midnight Express (Lane et Eaton). Anderson et Blanchard étaient connus sous le nom "The Brainbusters" à la WWF, avec Bobby "the Brain" Heenan en manager.
 Flair, Windham, et Dillon continuaient à s'appeler "les Horsemen" et la NWA flirtait même avec l'idée d'ajouter de nouveaux membres. Butch Reed était signer pour catcher des matchs en solo avec Dillon en tant que son manager. En février 1989, le frère de Barry Kendall Windham apparaissait les avoir rejoint faisant même signe avec ses 4 doigts après s'être retourné contre Eddie Gilbert pendant un match par équipe. Ensuite Dillon s'en allait à la WWF, et ils abandonnaient le nom des Horsemen, tout en prenant Hiro Matsuda comme leur nouveau manager. Peu de temps après, Windham perdait le titre U.S. face à Lex Luger et partait lui aussi à la WWF.
Le concept des Horsemen a complètement définit la NWA dans les années 1980. Les départs d'Anderson et Blanchard était importants à cette époque et malgré nombre de retours dans la décennie suivante, ça n'était plus pareil.

### Sting et Sid Vicious
Les Horsemen se reformaient en décembre 1989 à la NWA. Flair, Arn & Ole Anderson, et leur ancien rival de longue date Sting, reformaient le clan. Ils étaient faces et rivalisaient avec le J-Tex Corporation de Gary Hart, Terry Funk, Great Muta, Buzz Sawyer et The Dragonmaster. À la fin de cette rivalité le clan redevenait heel, virant Sting pour avoir osé défier Ric Flair pour le Titre Mondial. Woman devenait bientôt la manager de Flair. Ils rivalisaient avec Luger, Sting, Rick Steiner, Scott Steiner et El Gigante pendant ce temps.
En mai 1990, Ole devenait le manager et ils ajoutaient Barry Windham et Sid Vicious pour compléter le gang. Ils rivalisaient avec les Dudes With Attitudes composé de Sting, Luger, les Steiner Brothers, Paul Orndorff et Junkyard Dog. À la fin de l'année 1990, Ole et Woman quittaient la NWA. Ted Turner a acheté la Jim Crockett Promotions, la plus grosse partie de la NWA, qui devenait ainsi la World Championship Wrestling. 
En octobre 1990, une autre légende des Horsemen arrivait. Barry Windham était habillé en Sting et tentait de se faire porté le compte de trois par Sid Vicious pour le titre WCW World Heavyweight. Il y a eu un retour de flammes quand Sting arrivait et finissait le match pour l'emporter.
Les Horsemen de Flair, Anderson, Windham et Vicious se séparaient et allaient chacun de leur côté. En mai 1991, Sid s'en allait à la WWF. Flair rejoignait aussi la WWF en août de cette année. Windham tournait face après une rivalité avec le alors WCW Champion Lex Luger. Anderson commençait à faire équipe avec Larry Zbyszko ; le duo bientôt rejoint par Paul E. Dangerously dans la Dangerous Alliance.

### Three Horsemen
L'incarnation suivante durait de mars 1993 à décembre 1993. Flair retournait de la WWF à la WCW pour rejoindre Arn pour permettre une réunion des Horsemen au PPV Slamboree. Le jobber de la WWF Paul Roma remplaçait Blanchard qui ne pouvait travailler après avoir échoué à un test de drogue. Ole Anderson était conseiller mais ne faisait qu'une seule apparition à A Flair for the Gold. Ce clan des Horsemen est considéré par beaucoup des fans de catch comme l'incarnation la plus faible du gang. Ils étaient de bons gars une fois de plus et rivalisaient avec Barry Windham, Steve Austin et Brian Pillman. Ce clan s'achevait quand Roma se retournait contre Arn pour joindre Paul Orndorff dans ce qui devenait l'équipe Pretty Wonderful.

### L'incarnation de 1995-1997
En 1995, Flair et Arn (de retour en heels) faisaient équipe avec Vader pour s'en prendre à Hulk Hogan et Randy Savage. Après une défaite de Vader contre Hogan dans un match en cage à Bash at the Beach, Flair entrait dans la cage et en voulait à Vader. Vader attaquait Flair, et Arn venait à sa rescousse. Ceci menait à un match handicap au Clash of the Champions XXXI, dans lequel Vader battait l'équipe de Flair et Arn. Flair et Arn commençaient à se chamailler, alors qu'Arn sentait qu'il faisait toujours le sale boulot de Flair; une rivlaité s'est construite qui menait à un match lors du PPV Fall Brawl le 19 septembre 1995 à Asheville, Caroline du Nord. Arn battait Flair avec l'aide de Brian Pillman. Flair incitait Sting à l'aider contre eux mais il ne faisait pas confiance à Flair. Après des semaines, Sting acceptait et Flair finissait par se retourner contre lui au PPV Halloween Havoc PPV pour reformer les Horsemen avec Arn et Pillman. Ils rajoutaient rapidement Chris Benoit pour compléter le gang. Benoit allait ainsi y rencontrer sa future femme Nancy qui faisait partie des Four Horsemen. Cette version des Horsemen rivalisait avec Hogan, Savage, Sting, et Lex Luger. Flair arrachait Miss Elizabeth et Woman à Hogan et Savage, et elles devenaient ses managers pour les six prochains mois.
Début 1996, Pillman lançait sa fameuse "Loose Cannon" et débutait une rivalité avec Kevin Sullivan. Il finissait par quitter la WCW pour la WWF en février et Benoit prenait sa place pour donner une rivalité qui a fait parler. Dans cette feud, Woman, qui était vraiment mariée à Sullivan, le quittait pour Benoit. Woman quittait Sullivan pour Benoit. Cette rivalité devenait haineuse et quelques matchs devenaient violents.
En juin 1996 au Great American Bash, l'ancien joueur de football américain Steve "Mongo" McMichael se retournait contre Kevin Greene dans un "gimmick match" et les rejoignaient. Pendant ce match, la femme de McMichael Debra était poursuivie par Woman et Elizabeth, mais plus tard revenait avec elle et une mallette en fer, qu'elle apportait pour son mari. Mongo l'ouvrait et découvrait un t-shirt des Horsemen et de l'argent ; après avoir fini de réfléchir, il refermait la mallette et frappait avec Greene, permettant à Flair d'effectuer le tomber sur Greene. McMichael était officiellement introduit comme un membre des Horseman, et par ce fait amenait une nouvelle manager dans l'équipe, Debra. Les rumeurs disaient[réf. nécessaire] que Debra et Woman ne s'entendaient pas dans les coulisses. Ceci arrivait rapidement à l'écran, alors qu'elles se chamaillaient constamment.
Quand la nWo était fondée le mois suivant, les Horsemen devenaient de fait babyfaces aux côtés du reste du roster de la WCW. En septembre, Flair et Anderson faisaient équipe avec leur plus gros rivaux, Sting et Luger, pour perdre contre la nWo (Hogan, Scott Hall, Kevin Nash, et un Sting imposteur) dans le WarGames match de Fall Brawl quand Luger abandonnait sur le Scorpion Deathlock du Sting imposteur. Ceci énervait Anderson, qui allait rivaliser avec Luger pour le mois suivant. En octobre, deux évènements se déroulaient et affectaient le clan. Tout d'abord, Jeff Jarrett venait à la WCW en provenance de la WWF, et exprimait son désir de devenir un Horsemen. Il remportait immédiatement un fan en Ric Flair, à la mésaventure des autres Horsemen. La semaine suivante, Miss Elizabeth annonçait officiellement qu'elle rejoignait la nWo.
Flair laissait Jarrett rejoindre le clan en février 1997 mais les autres ne voulaient pas de lui. Jarrett commençait à se chamailler avec Mongo à propos de Debra, et en juin remportait le titre US de Dean Malenko ; en juillet, il était renvoyé du gang par Flair. Dans un changement pas très caractéristique des Horsemen, Jarrett s'est vu permis de littéralement partir, à la place de recevoir un passage à tabac comme c'est d'habitude le cas et comme ce fut attendu. Il arrachait Debra à Mongo, mais Mongo lui prenait son titre US. À cette date, pour les fans et les membres des Four Horsemen, il y a toujours un débat sur le fait qu'il fallait ou non introduire Jeff Jarrett en tant qu'Horsemen. Dans sa biographie, Arn Anderson dit clairement que « Jeff Jarrett n'était jamais un Horseman ». Sa position de « membre » et son départ facile laissaient la situation ambigüe. 
En août 1997, Arn Anderson prenait sa retraite à cause d'une blessure à la nuque et au dos qui ne lui permettait pas de lutter. Curt Hennig prenait sa place en tant que The Enforcer. En septembre, Hennig se retournait contre les Horsemen et rejoignait la nWo. Flair a dissous le clan et chacun faisait son chemin.

### La dernière incarnation
La dernière incarnation date de septembre 1998. Dean Malenko et Chris Benoit demandaient à Arn de reformer les Horsemen. Arn après ne pas avoir été d'accord acceptait finalement et ils reformaient les Horsemen avec Mongo et Flair et Arn en manager. Ils rivalisaient avec la nWo et Eric Bischoff, avec qui Flair avait de réels problèmes dans les coulisses.
Début 1999, les Horsemen tournaient heel de nouveau. Mongo a récemment quitté le monde du catch, ce qui réduisait le gang à Benoit, Malenko, Flair et Arn en manager. Ils avaient aussi leur propre arbitre, Charles Robinson (des membres des Horsemen référaient même Robinson comme le "Little Naitch" avec sa ressemblance avec Flair). David Flair commenaçait à s'aligner avec Torrie Wilson et Flair avec les Horsemen aidait David à conserver le titre US que Flair lui a donné. Flair était (à l'écran) le Président de la WCW à cette époque, et a retiré le titre de Scott Steiner. Flair commençait à ignorer Benoit et Malenko le quittèrent en mai, mettant ainsi fin aux Four Horsemen.

### Four Horsemen intronisé aux WWE Hall of Fame 2012
Lors du Raw du 10 janvier 2012, on annonce que les Four Horsemen dont le groupe est composé de Ric Flair, Arn Anderson, Barry Windham et Tully Blanchard. 
La veille de WrestleMania XXVIII, lors de la cérémonie Hall of Fame,  Ric Flair (Richard Fliehr), Barry Windham, Arn Anderson (Martin Lunde), Tully Blanchard, J.J. Dillon (Jim Morrison) sont intronisés par Dusty Rhodes, faisant ainsi par la même occasion de Ric Flair est le tout premier à être intronisé deux fois dans le Hall of Fame (après 2008) et le tout premier employé à la Tna Heel qui viendra à la WWE en tant que Face.

## Héritage

### Xtreme Horsemen
La Turnbuckle Championship Wrestling avait une équipe appelée Xtreme Horsemen avec Steve Corino, "The Enforcer" C.W. Anderson (un catcheur avec une apparence et une gimmick similaire à Arn Anderson, sans avoir de relation) et Barry Windham en tant que membre fondateur. La Xtreme Horsemen apparaissait plus tard à la Major League Wrestling, et à travers le Japon, où pendant ce temps Corino et C.W. Anderson étaient rejoint par Justin Credible et Simon Diamond. Ce clan était brièvement managé par James J. Dillon.

### Apocalypse
La Live Action Wrestling avait une équipe créée par le alors LAW Heavyweight Champion C.W. Anderson, aux côtés des fils de Ric Flair, David Flair, et Max.

### L'Evolution à laWorld Wrestling Entertainment(2003-2005)
En 2003, commençaient à circuler que Ric Flair (travaillant maintenant à la World Wrestling Entertainment) allait reformer les Four Horsemen avec Triple H, Randy Orton, et Batista. Le gang était formé, mais sous le nom Evolution à la place de celui des Four Horsemen. Ils avaient la même fonction que l'originale Four Horsemen heel avait, dominer les titres à RAW et rivaliser avec les plus gros faces. Le clan  se dissout  doucement entre août 2004 et octobre 2004. Orton était renvoyé du groupe après avoir remporté le World Heavyweight Championship. En février 2005, Batista quittait le gang après avoir remporté le Royal Rumble 2005, Triple H tentait tout pour éviter de défendre son titre face à Batista. Pendant une pause de Triple H, Flair devenait face, et à WWE Homecoming, Triple H  revenait en face, mais tournait heel à la fin de la soirée, frappant Flair au visage avec une masse et mettant ainsi fin officiellement à l'Evolution.

## Membres
- Ric Flair
- Arn Anderson
- Ole Anderson
- Tully Blanchard
- James J. Dillon
- Lex Luger
- Barry Windham
- Sting
- Sid Vicious
- Paul Roma
- Brian Pillman
- Chris Benoit
- Steve "Mongo" McMichael
- Jeff Jarrett
- Curt Hennig
- Dean Malenko

## Managers des Horsemen
- J.J. Dillon
- Baby Doll
- Woman
- Dark Journey
- Debra McMichael
- Miss Elizabeth
- Bobby Heenan (les coachaient pour un match au Great American Bash 1996)
- Charles Robinson (leur arbitre en 1999)
- Asya
- Torrie Wilson (manageur de David Flair quand celui-ci était avec eux)

## Palmarès
- Jim Crockett Promotions / World Championship Wrestling
  - NWA National Heavyweight Championship – Tully Blanchard (1 fois)
  - NWA National Tag Team Championship – Ole and Arn Anderson (1 fois)
  - NWA Television Championship – Tully Blanchard (1 fois)
  - NWA United States Heavyweight Championship – Tully Blanchard (1 fois), Lex Luger (1 fois) et Barry Windham (1 fois)
  - NWA World Heavyweight Championship – Ric Flair (6 fois)
  - NWA World Tag Team Championship (Mid-Atlantic version) – Arn Anderson et Tully Blanchard (2 fois)
  - NWA World Television Championship – Tully Blanchard (2 fois), Arn Anderson (2 fois)
  - WCW United States Heavyweight Championship – Ric Flair (1 fois), Steve McMichael (1 fois)
  - WCW World Heavyweight Championship – Ric Flair (8 fois)
  - WCW World Tag Team Championship – Arn Anderson et Paul Roma (1 fois), Chris Benoit et Dean Malenko (1 fois)
  - WCW World Television Championship – Arn Anderson (2 fois), Barry Windham (1 fois)
  - WCW Cruiserweight Championship 1 fois – Dean Malenko

- Pro Wrestling Illustrated
  - Ric Flair was ranked # 2 of the 500 best singles wrestlers of the PWI Years in 2003.
  - PWI Wrestler of the Year – Ric Flair (1985, 1986, 1989)
  - PWI Feud of the Year – Four Horsemen vs. The Super Powers et The Road Warriors (1987), Ric Flair vs. Lex Luger (1988), Ric Flair vs. Terry Funk (1989), Ric Flair vs. Lex Luger (1990)
  - PWI Match of the Year – Ric Flair vs. Dusty Rhodes (1986), Ric Flair vs Ricky Steamboat (1989)
  - PWI Most Hated Wrestler of the Year – Ric Flair (1987)
  - PWI Manager of the Year – James J. Dillon (1988)

- World Wrestling Entertainment
  - WWE Hall of Fame (2012)

- Wrestling Observer Newsletter
  - Wrestler of the Year : Ric Flair (1985, 1986, 1989, 1990)
  - Most Outstanding Wrestler : Ric Flair (1986, 1987, 1989)
  - Feud of the Year : Ric Flair vs. Terry Funk (1989)
  - Best on Interviews : Arn Anderson (1990), Ric Flair (1991, 1994)
  - Most Charismatic : Ric Flair (1993)
  - Match of the Year : Ric Flair vs. Barry Windham (1986), Ric Flair vs. Sting (1988), Ric Flair vs. Ricky Steamboat (1989)
  - Best Heel : Ric Flair (1990)
  - Readers' Favorite Wrestler : Ric Flair (1985, 1986, 1987, 1988, 1989, 1990, 1991, 1992, 1993, 1996, 1997)

## Médias

### Livres
- Arn Anderson 4 Ever: A Look Behind the Curtain (1998) par Arn Anderson
- Inside Out: How Corporate America Destroyed Professional Wrestling (2003) par Ole Anderson
- Ric Flair: To Be the Man (2004) par Ric Flair
- Wrestlers Are Like Seagulls: From McMahon To McMahon (2005) par James J. Dillon
- Sting: the Moment of Truth (2004) par Steve "Sting" Borden

### DVD
La World Wrestling Entertainment a produit plusieurs DVD couvrant les carrières des différents Horsemen. En 2003, ils sortaient The Ultimate Ric Flair Collection, qui était suivi de Hard Knocks: The Chris Benoit Story en 2004, et Brian Pillman: Loose Cannon en 2006. Chaque DVD, même s'il était spécialement tourné sur le catcheur, détaillait leur implication dans les Horsemen. Flair et Arn Anderson étaient aussi compris dans le DVD The Greatest Wrestling Stars of the 80's sortit en 2006.
En 2007, la WWE produisait un double DVD sur les Horsemen intitulé Ric Flair and the Four Horsemen. Il était sorti le 10 avril 2007.